# Antonio Breglia
Antonio Breglia (Milano, 3 dicembre 1987) è un regista e attore italiano.

## Biografia
Antonio Breglia nasce a Milano nel 1987 e si trasferisce con la famiglia a Roma nel 1997, dove vive da allora. Affetto da sindrome di Down, dopo aver terminato gli studi scolastici all'Istituto Tecnico Statale "Angelo Celli" di Roma nel 2008, inizia una carriera da autodidatta nella produzione audiovisiva, con il costante aiuto e supporto del suo futuro aiuto-regista, il regista e documentarista Antonio Demma.
Il suo primo lungometraggio, Il corvo, nasce come propria rivisitazione del film Il corvo (1943) diretto dal regista francese Henri-Georges Clouzot. Il film, con lo stesso Breglia come protagonista, viene proiettato per la prima volta a Roma nel dicembre del 2012 e successivamente a Milano nel marzo del 2013, il film sarà poi presentato in diverse rassegne e festival indipendenti. Nel luglio del 2019 viene presentata a Roma, alla Casa del cinema di Villa Borghese, la sua opera seconda, una rivisitazione in chiave moderna di Pinocchio, dove Breglia interpreta il ruolo del burattino. Breglia ha affermato di essersi ispirato principalmente all'opera di Comencini. Il film è stato proiettato a Milano nel dicembre del 2019 ma ogni successiva proiezione è stata interrotta a causa della pandemia da coronavirus.

## Filmografia

### Regista e attore
- Il corvo (2012)
- Pinocchio (2019)